# 天封塔
29°51′57.30″N 121°33′02.89″E / 29.8659167°N 121.5508028°E
天封塔是中国浙江省宁波市的一座佛塔，位于海曙区大沙泥街，始建于武周，是宁波旧城的标志性建筑物。目前建筑重修于1984年，1961年5月公布为宁波市文物保护单位。

## 历史沿革
天封塔始建于武周天册万岁、万岁登封年间（695-696年），早于宁波（明州）在三江口建城126年。原为天封寺寺内佛塔，但天封寺已毁，仅存工匠聚会的鲁班殿。天封塔建成后屡建屡毁。建炎四年（1130年）金兵入侵明州时天封塔和所在的天封寺被焚毁。1144年（绍兴十四年），天封塔重建，至元泰定元年（1324年）再次发生倒塌。此后，又于1330年（元至顺元年）、1412年（明永乐十年）、1559年（嘉靖三十八年）多次重修。1798年（清嘉庆三年）十二月初三维修时不慎失火，仅存砖塔，直至1935年再度重修。天封塔最近一次重修位于1984年，于维修的同时进行了考古发掘，考证了宋代塔基并出土大量珍贵文物。1989年12月，天封塔重建工程竣工。

## 形制
天封塔高51.5米，成六角形，为汉式楼阁式佛塔，拥有明暗相间的14层（包括地宫）。1984年重修的天封塔保留了宋塔的形制特点，拥有飞檐，檐角悬挂风铃。

## 民间传说
相传，古时镇海招宝山外出现一条鲨鱼精，在宁波兴风作浪。四明山一位老石匠想为民除害。一日，见山顶有一粒闪光的宝石，于是花费七七四十九天将宝石凿成宝珠，并用宝光杀死了鲨鱼精，从此风平浪静。老石匠想造一座塔保存这粒宝珠，民众纷纷参加，日夜赶工，花费一年时间将天封塔建成。

## 文化影响
宁波市区流传有童谣《天封塔十八格》：
天封塔，十八格，唐朝造起天峰塔，沙泥堆聚积成塔，鲁班师傅会呆煞。
童谣中“十八格”即指天封塔明七层、暗七层，并包含地宫的形制。
相传天封塔建造时使用沙包堆砌，因而周围留下了大量泥沙。现宁波市内大沙泥街、小沙泥街路名据传即得名于此。海曙区灵塔街道（现名江厦街道）原名也得名于天封塔。

## 图片

### 建筑本体

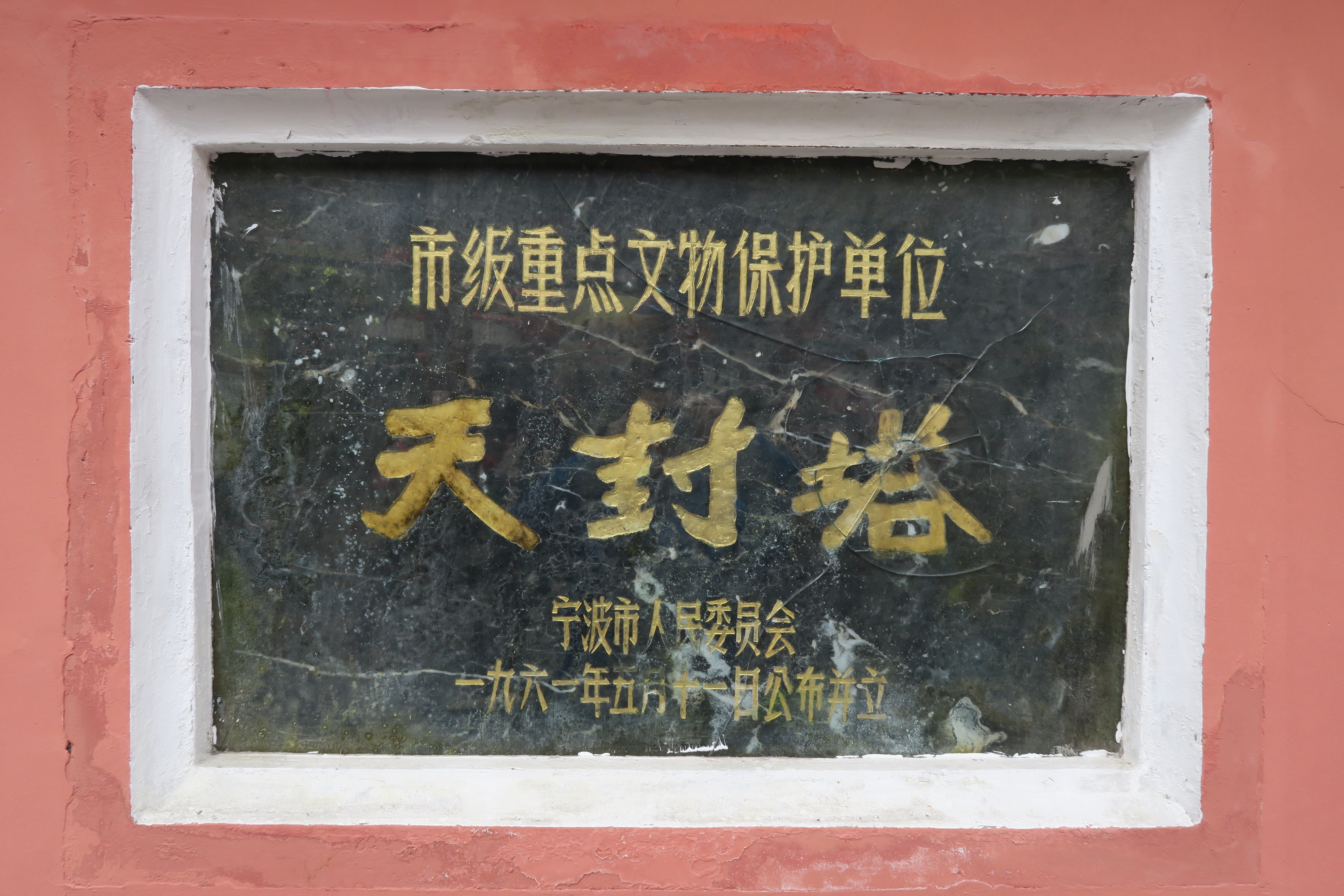
文物保护标志
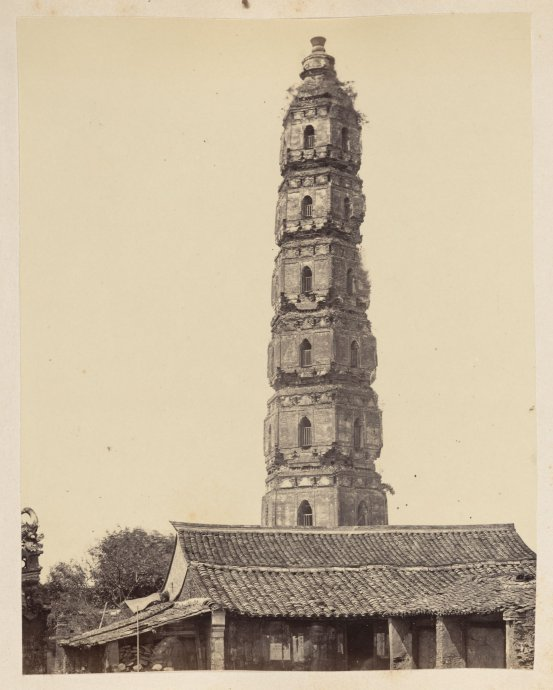
100年前的天封塔
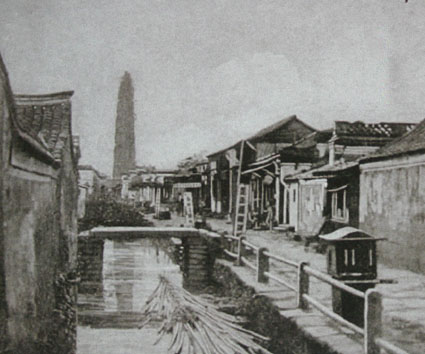
1935年重修前的天封塔
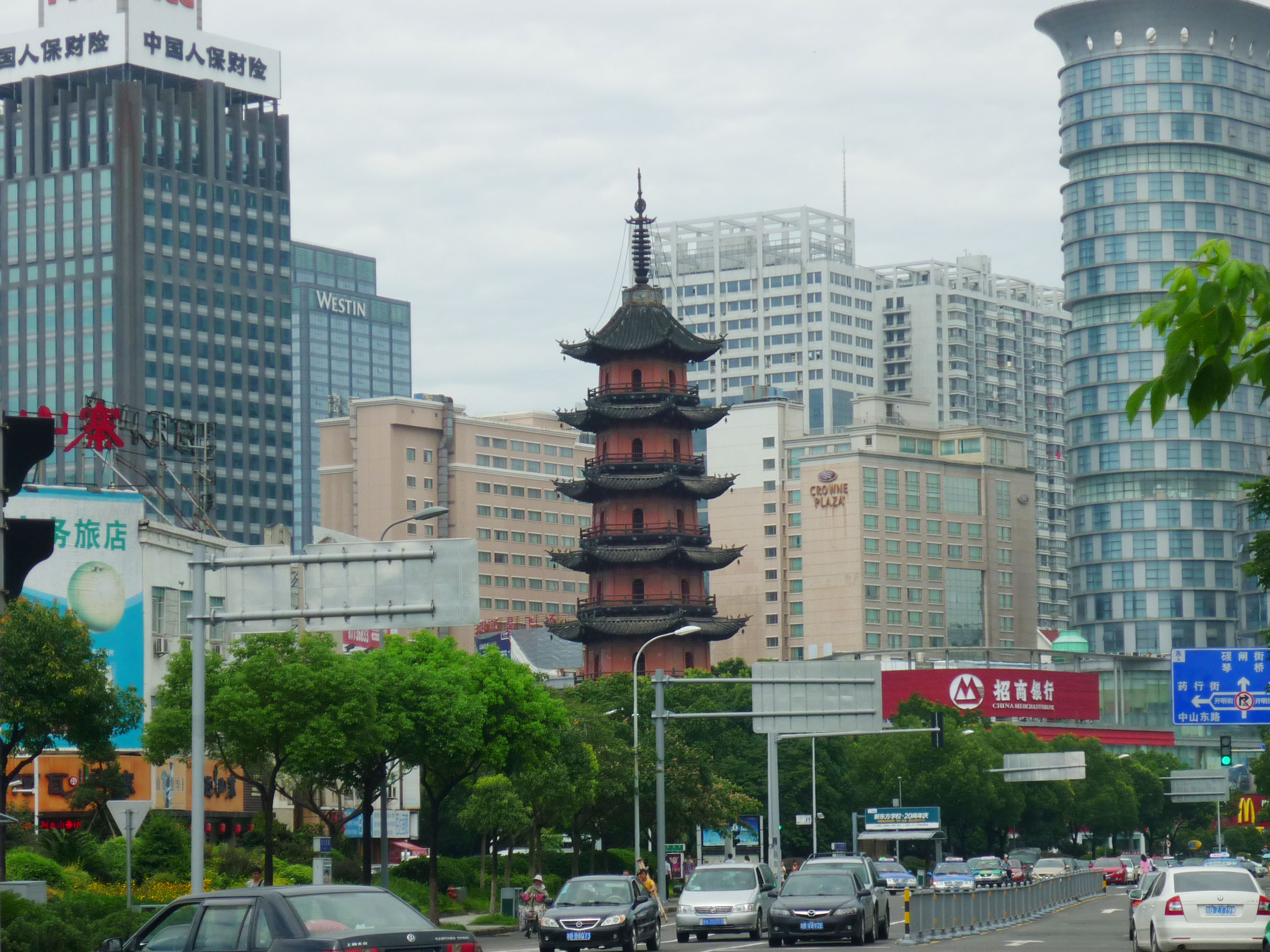
位于宁波闹市的天封塔
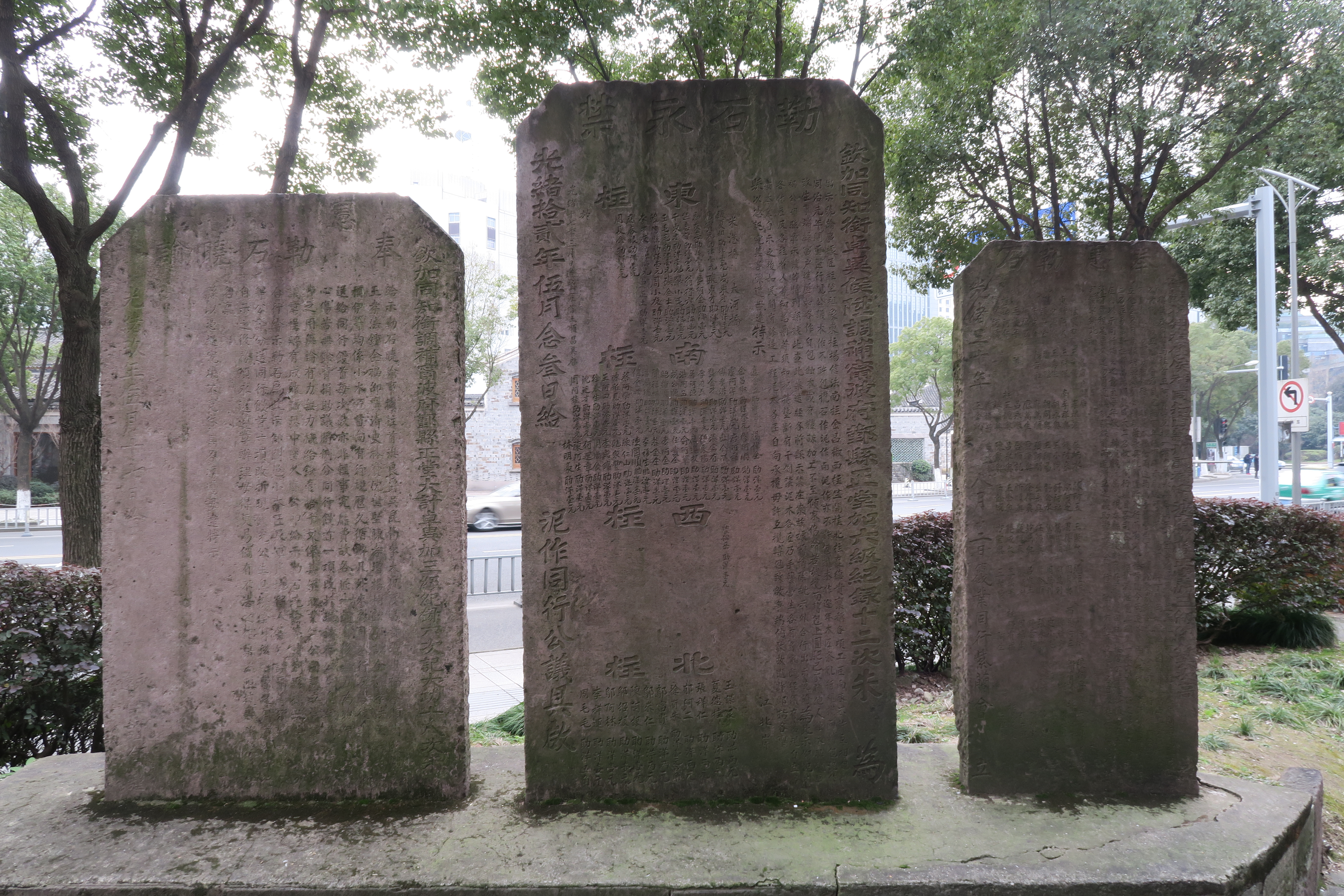
南侧石碑

### 地宫文物

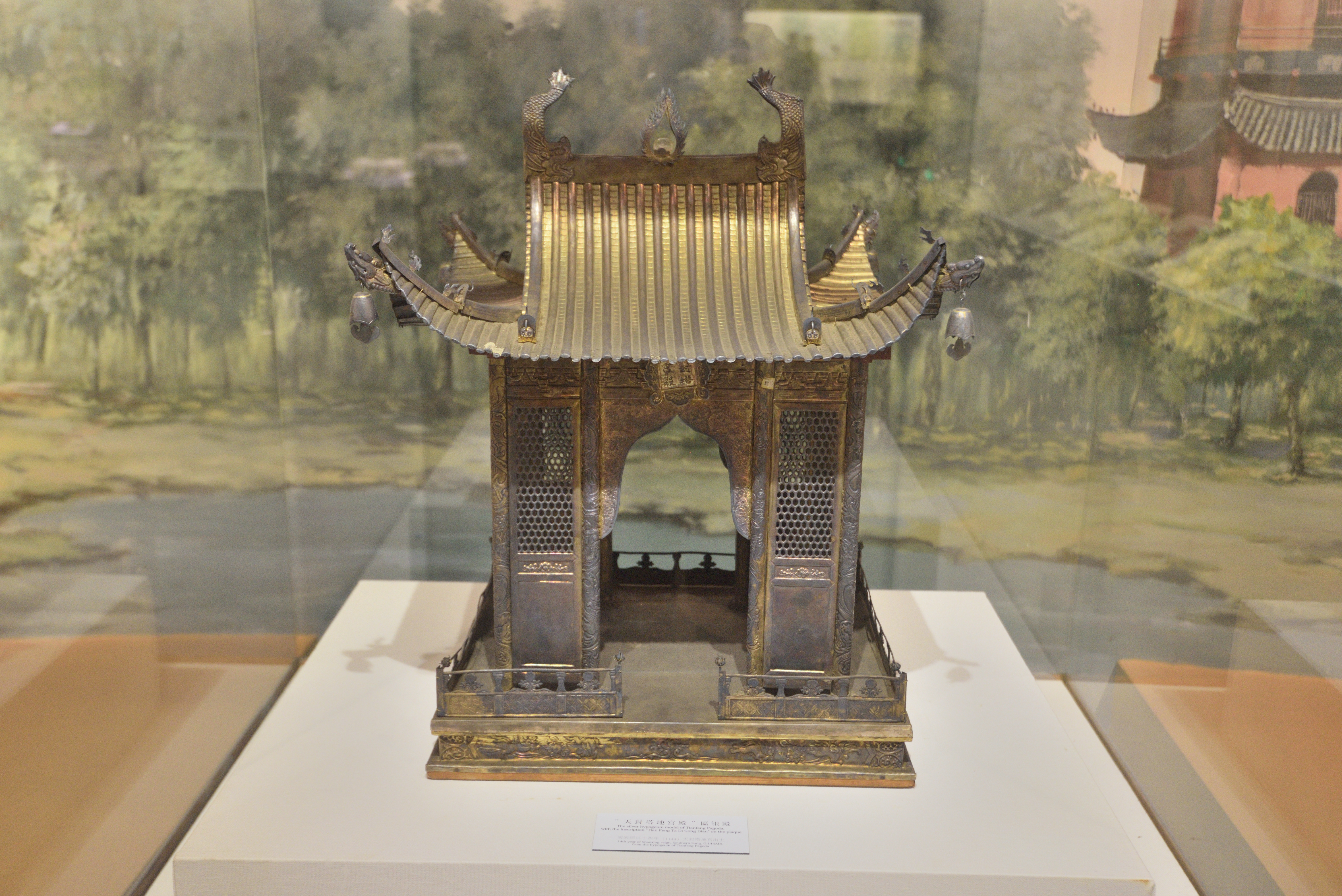
“天封塔地宫殿”匾银殿
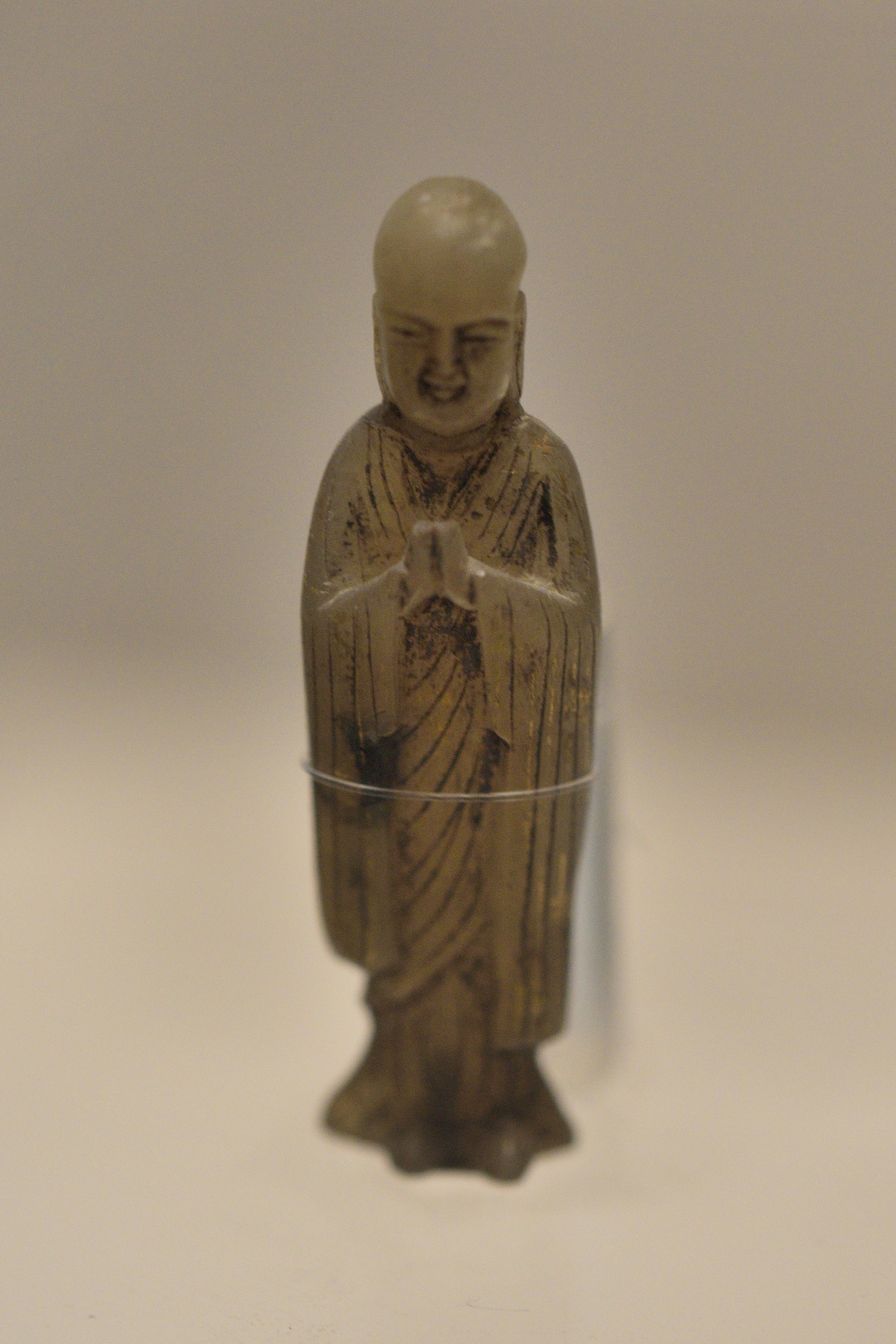
阿难玉雕像
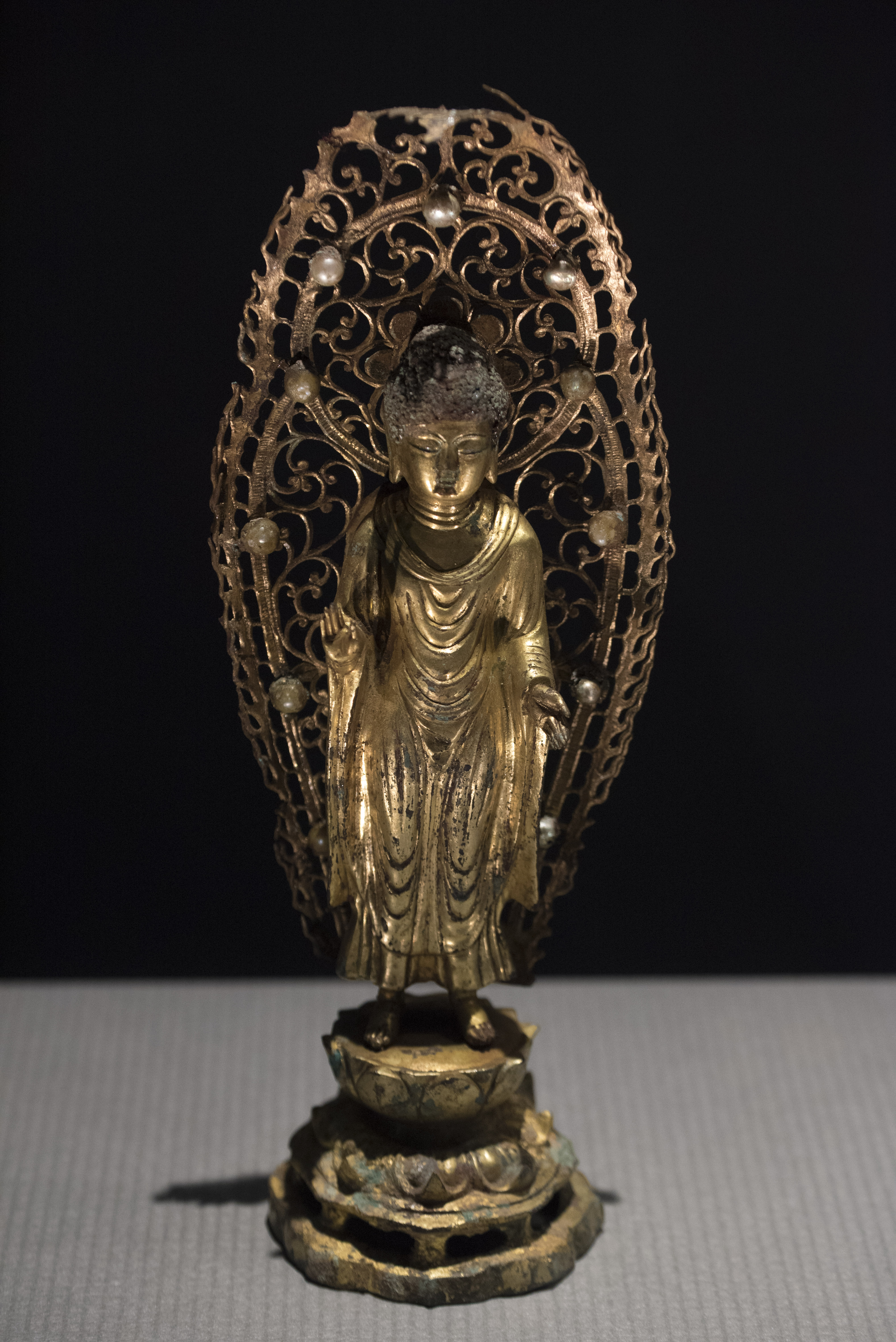
鎏金阿弥陀佛铜造像
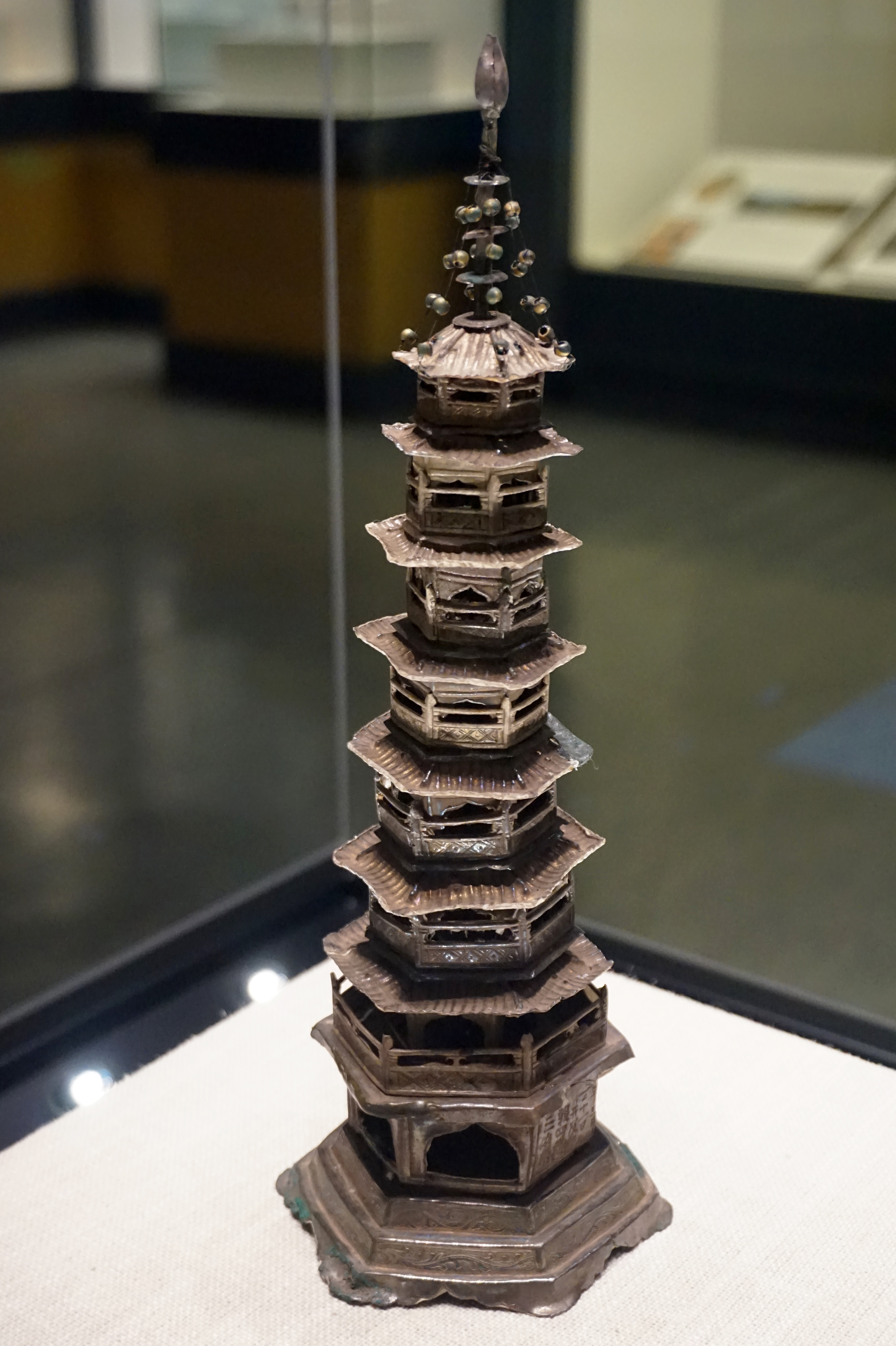
“绍兴十四年”铭银塔